# Санта Барбара (департамент)
Вижте пояснителната страница за други значения на Санта Барбара.
Санта Барбара (на испански: Santa Bárbara) е един от 18-те департамента на централноамериканската държава Хондурас. Населението му е 434 896 жители (приб. оц. 2015 г.), а общата му площ e 5115 км².

## Общини
Департаментът се състои от 28 общини, някои от тях са:
1. Арада
2. Атима
3. Ел Нисперо
4. Нуева Фронтера
5. Сан Луис
6. Сан Педро Сакапа
7. Санта Барбара
8. Санта Рита
9. Тринидад